# Międzynarodowa Unia Badań Czwartorzędu
Międzynarodowa Unia Badań Czwartorzędu (ang. International Union for Quaternary Research, INQUA) – międzynarodowe stowarzyszenie naukowe zrzeszające badaczy wielu dziedzin nauki zajmujących się studiami odnoszącymi się do okresu czwartorzędu. Powstało w 1928 r. Jednym z przedmiotów prac stowarzyszenia są kwestie periodyzacji zmian klimatycznych.

## Kongresy INQUA
Dotychczasowe kongresy INQUA odbyły się w następujących miastach:
- 1928 –  Kopenhaga
- 1932 –  Leningrad
- 1936 –  Wiedeń
- 1953 –  Rzym
- 1957 –  Madryt
- 1961 –  Warszawa
- 1965 –  Boulder
- 1969 –  Paryż
- 1973 –  Christchurch
- 1977 –  Birmingham
- 1982 –  Moskwa
- 1987 –  Ottawa
- 1991 –  Pekin
- 1995 –  Berlin
- 1999 –  Durban
- 2003 –  Reno
- 2007 –  Cairns
- 2011 –  Berno
- 2015 –  Nagoya
- 2019 –  Dublin
- 2023 –  Rzym
- 2027 –  Lucknow (planowany)